# Unidos por un sueño
Unidos por un sueño (en alemán: Der ganz große Traum), es una película alemana basada en la historia del profesor Konrad Koch, iniciador de la práctica del fútbol en una escuela durante la época imperial alemana de finales del siglo XIX.
La película está dirigida por Sebastian Grobel y protagonizada por Daniel Brühl conocido por protagonizar películas alemanas tan conocidas como Good Bye, Lenin! o Los edukadores.

## Argumento
1874. Konrad Kock llega a una escuela alemana para enseñar inglés. Para atraer la atención de sus alumnos les enseñará a jugar al fútbol mientras a la vez hablan en inglés, este juego conseguirá que los alumnos olviden sus diferencias sociales, la dura disciplina del sistema educativo germano de la época y se convierta en la gran pasión de todos, pero los padres de los alumnos no lo verán con buenos ojos por lo que impedirán continuamente que los chicos jueguen al fútbol.

## Reparto
- Daniel Brühl como Konrad Koch.
- Burghart Klaußner como Gustav Merfeld.
- Thomas Thieme como Dr. Roman Bosch.
- Justus von Dohnanyi como Richard Hartung.
- Jürgen Tonkel como Dr. Jessen.
- Christina Große como señora Profalla.

## Premios
- Deutscher Filmpreis: Nominado a la Mejor Película, Mejor Fotografía y Mejor Diseño de Vestuario.
- Festival de cine internacional de Río de Janeiro: Premio del público